# Kreis Záhony
Der Kreis Záhony (ungarisch Záhonyi járás) ist ein Kreis im Norden des nordostungarischen Komitats Szabolcs-Szatmár-Bereg. Er grenzt im Osten an den Kreis Vásárosnamény, im Süden an den Kreis Kisvárda und im Westen an den Kreis Cigand (Komitat Borsod-Abaúj-Zemplén). Sechs Gemeinden im Norden liegen an der Staatsgrenze zur Slowakei bzw. zur Ukraine, wobei die Kreisstadt beide als Nachbarn hat.

## Geschichte
Der Kreis ging zur ungarischen Verwaltungsreform Anfang 2013 unverändert mit allen 11 Gemeinden aus dem gleichnamigen Kleingebiet (ungarisch Záhonyi kistérség) hervor.

## Gemeindeübersicht
Der Kreis Záhony hat eine durchschnittliche Gemeindegröße von 1.763 Einwohnern auf einer Fläche von 13,27 Quadratkilometern. Die Bevölkerungsdichte des kleinsten und zweitbevölkerungsärmsten Kreises liegt über dem Komitatswert. Der Verwaltungssitz befindet sich in der größten Stadt, Záhony, im Norden des Kreises gelegen.
| Gemeinde            | Status       | Herkunft Kleingebiet | Einwohnerzahl | Einwohnerzahl | Einwohnerzahl | Fläche (km²) | Bevölkerungs- dichte (Ew./km²) |
| Gemeinde            | Status       | Herkunft Kleingebiet | 01.10.2011    | 01.01.2013    | 01.01.2016    | 01.01.2016   | Bevölkerungs- dichte (Ew./km²) |
| ------------------- | ------------ | -------------------- | ------------- | ------------- | ------------- | ------------ | ------------------------------ |
| Benk                | Gemeinde     | Záhony               | 423           | 440           | 430           | 8,50         | 50,6                           |
| Eperjeske **        | Gemeinde     | Záhony               | 1.181         | 1.217         | 1.261         | 13,49        | 93,5                           |
| Győröcske *         | Gemeinde     | Záhony               | 129           | 124           | 170           | 2,11         | 80,6                           |
| Komoró              | Gemeinde     | Záhony               | 1.266         | 1.289         | 1.260         | 11,69        | 107,8                          |
| Mándok              | Stadt        | Záhony               | 4.191         | 4.247         | 4.094         | 28,91        | 141,6                          |
| Tiszabezdéd *       | Gemeinde     | Záhony               | 1.870         | 1.925         | 1.891         | 18,64        | 101,4                          |
| Tiszamogyorós       | Gemeinde     | Záhony               | 675           | 687           | 736           | 10,25        | 71,8                           |
| Tiszaszentmárton ** | Gemeinde     | Záhony               | 1.133         | 1.151         | 1.121         | 14,56        | 77,0                           |
| Tuzsér              | Großgemeinde | Záhony               | 3.318         | 3.418         | 3.441         | 15,52        | 221,7                          |
| Záhony */**         | Stadt        | Záhony               | 4.062         | 4.125         | 4.237         | 6,94         | 610,5                          |
| Zsurk **            | Gemeinde     | Záhony               | 715           | 746           | 754           | 15,39        | 49,0                           |
| Kreis Záhony        |              |                      | 18.963        | 19.369        | 19.395        | 146,00       | 132,8                          |

* Grenzgemeinde zur Slowakei

** Grenzgemeinde zur Ukraine